# Tomé Vera Cruz
 Tomé Vera Cruz (nacido en 1955?) es el primer ministro de Santo Tomé y Príncipe desde el 21 de abril del 2006. Es también el secretario general del Movimiento Democrático de las Fuerzas del Cambio-Partido Liberal (MDFC-LP). Asimismo fue Ministro de Información e Integración Regional.

## Biografía
Con estudios en Rumania de ingeniería eléctrica, Vera Cruz fue Ministro de Recursos Naturalesen el gobierno liderado por MPLSTP- entre el 9 de agosto del 2003 y el 5 de marzo del 2004. 
Su partido, en una colación con el Partido Convergencia Democrática (PCD), ganó la mayor cantidad de asientos (23) en las elecciones legislativas de Santo Tomé del 2006 llevadas a cabo el 26 de marzo del 2006.
| Predecesor: Maria do Carmo Silveira | Primer ministro de Santo Tomé y Príncipe 2006 – | Sucesor: 'En funciones' |

- Datos: Q1286743